# سپیداجی
سپیداجی رنگ قهوه‌ای مایل به سرخ است که نام آن از رنگدانه قهوه‌ای سیر حاصل از کیسه جوهر ماهی مرکب سپیداج گرفته شده‌است. کلمه sepia شکل لاتینی شده یونانی σηπία, sēpía, سپیداج است.

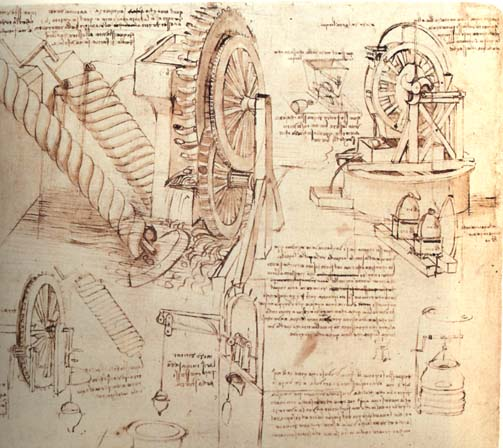
جوهر سپیداج برای نوشتن، طراحی و به عنوان شستشوی رنگی توسط لئوناردو داوینچی به کار می‌رود.